# Niégo
Niégo è un dipartimento del Burkina Faso classificato come comune, situato nella Provincia di Ioba, facente parte della Regione del Sud-Ovest.
Il dipartimento si compone del capoluogo e di altri 7 villaggi: Bevougane, Dadouné, Kondon, Tamagan, Toury, Varpouo e Wékanalé.